# Placówka Straży Celnej „Kukul”

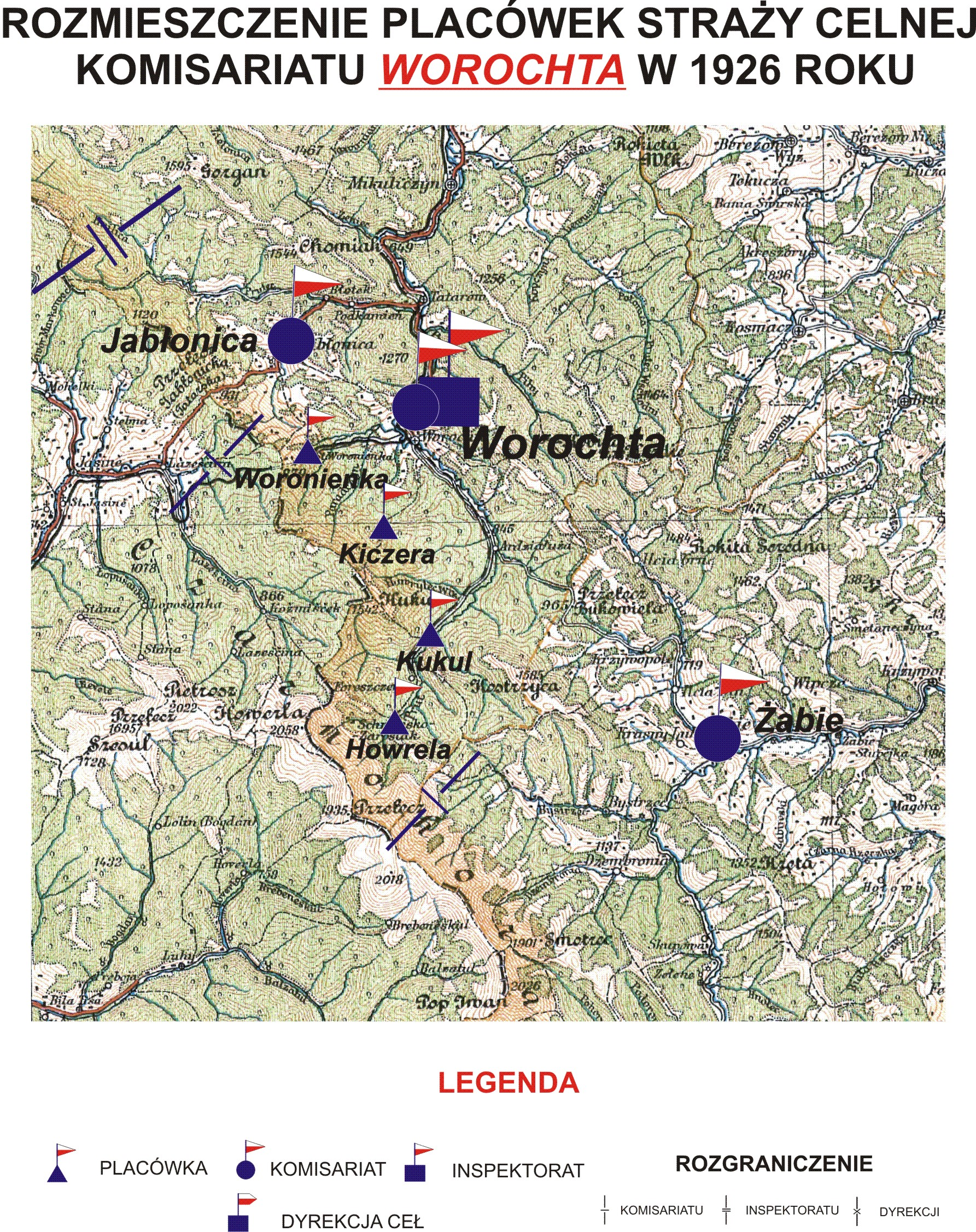
Rozmieszczenie placówek SC Komisariatu Worochta w 1926 r.

Placówka Straży Celnej „Kukul” – jednostka organizacyjna Straży Celnej pełniąca w okresie międzywojennym służbę ochronną na granicy polsko-rumuńskiej.

## Formowanie i zmiany organizacyjne
Na wniosek Ministerstwa Skarbu, uchwałą z 10 marca 1920 roku, powołano do życia Straż Celną. Jednostki Straży Celnej rozpoczęły przejmowanie odcinków granicy od pododdziałów Batalionów Celnych. W 1922 roku w Worochcie stacjonował sztab 2 kompanii 10 batalionu celnego. Kompania wystawiała również placówkę w Kukuli. Proces tworzenia Straży Celnej trwał do końca 1922 roku. Placówka Straży Celnej „Kukul” weszła w podporządkowanie komisariatu Straży Celnej „Worochta” z Inspektoratu SC „Worochta”.
W drugiej połowie 1927 roku przystąpiono do gruntownej reorganizacji Straży Celnej. W praktyce skutkowało to rozwiązaniem tej formacji granicznej. Ochronę północnej, zachodniej i południowej granicy państwa przejęła powołana z dniem 2 kwietnia 1928 roku Straż Graniczna. W strukturach nowo powstałej formacji placówki „Kukul” nie odtworzono.

## Funkcjonariusze placówki
Kierownicy placówki
| stopień          | imię i nazwisko, numer | okres pełnienia służby | kolejne stanowisko |
| ---------------- | ---------------------- | ---------------------- | ------------------ |
| starszy strażnik | Jan Kalita (741)       | był w 1926             |                    |

Obsada personalna placówki w 1926:
- starszy strażnik Jan Kalita (741)
- strażnik Michał Duszeńko (2105)
- strażnik Andrzej Radochoński (707)
- strażnik Ignacy Kołodziej (549)
- strażnik Wincenty Stopa (2009)
- strażnik Józef Pelczyk (657)
- strażnik Leon Skiba (2199)
- strażnik Antoni Mąkowski (2193)